# Quadra ornata
Quadra ornata är en tvåvingeart som beskrevs av Malloch 1929. Quadra ornata ingår i släktet Quadra och familjen parasitflugor. Inga underarter finns listade i Catalogue of Life.